# Bionectria sesquicillii
Bionectria sesquicillii är en svampart som först beskrevs av Samuels, och fick sitt nu gällande namn av Schroers 2001. Bionectria sesquicillii ingår i släktet Bionectria och familjen Bionectriaceae.   Inga underarter finns listade i Catalogue of Life.